# 前田美子
前田 美子（まえだ よしこ）は、日本の教育者。合唱指導者。公立小学校を定年退職の後、むさし野ジュニア合唱団『風』主宰。

## 経歴
- 1938年生まれ。高等学校まで長崎県で過ごす[1]。
- 武蔵野音楽大学声楽科卒業後、葛飾区立奥戸小学校を振り出しに、板橋区、青梅市、武蔵野市の小学校の音楽専科教諭として、授業や課外活動を通して、一貫して子供たちに歌う心を育てることを目的として合唱指導をしてきた。特に、青梅市立第四小学校、青梅市立霞台小学校、武蔵野市立第五小学校在勤時代は、合唱部を率いて、各種のコンクールで全国優勝を果たしている。
- 昭和58年青梅市第四小学校でのNHK合唱コンクール、TBSこども音楽コンクールでの最優秀賞受賞により、青梅市より「第１回青梅市芸術文化奨励賞」を受賞[2]。
- 平成4年度より、東京都小学校音楽教育研究会の合唱研究会（東京児童合唱連盟）理事長、全日本合唱教育研究会理事を務めた。
- 武蔵野市立第五小学校を定年退職後は、東京女子体育大学・短期大学講師。全日本合唱教育研究会常任理事。
- 現在、東京都武蔵野市の児童合唱団「むさし野ジュニア合唱団『風』」を1998年4月1日創設以降一貫して指導している。同合唱団は、音楽之友社発行の雑誌『教育音楽 小学版』付録CDをはじめとした音源の収録、Tokyo Cantat「やまとうたの血脈（けちみゃく）」や地域のイベントの出演[3]、毎年春に定期演奏会を開催している[4]。なお、定期演奏会には作曲家・氏家晋也、横山潤子、人見敬子、政治家・土屋正忠、邑上守正などの著名人が見えることが多い。
- NHK全国学校音楽コンクールの全国第一位受賞校をはじめ、鳥取県合唱研究会研修会、長野県合唱研修会の他、全日本合唱教育会東京支部の夏の研修（旧、箱根合唱セミナー）の講師など、音楽授業研究や合唱指導などにあたっている[5]。

## 音楽教育
- 既成の音楽授業の形式や子供を枠に嵌めた音楽教育にとらわれず、一貫して、子供と真っ直ぐに向き合い、子供たちの歌う心を優しく育ててきた。一人ひとりの個性を尊重すること、子供の発達をじっくりと見つめること、その豊富な実践に裏付けされた教育理念には、時代を越えた音楽教育の基本がうかがえる[6]。
- 青梅市立霞台小学校在勤時代に、指導していた合唱部が、TBSこども音楽コンクールで文部大臣奨励賞（日本一）を受賞した際、突然、青梅市よりお祝いとして金管楽器が支給されて、金管バンドの指導もするようになる。その当時、田川伸一郎が、千葉市立幸町第三小学校在勤時に金管バンドで行った「ロンドンテリーの歌」でのステージパフォーマンスを、音楽関係者からの紹介で知り、その後の両者の交流のきっかけとなる。